# Gisa Hausmann
Gisa Hausmann (* 10. Oktober 1942 in Krefeld; † 10. Oktober 2015 in Berlin) war eine deutsche Malerin und Innenarchitektin.

## Leben und Werk
Hausmann besuchte von 1956 bis 1959 die Werkkunstschule in Augsburg und arbeitete danach bis 1964 als Grafikerin in Augsburg. Sie eröffnete 1964 eine Galerie in Augsburg, wo sie als Galeristin und freischaffende Künstlerin bis 1969 tätig war. Nach ihrem Umzug 1969 nach Berlin arbeitete sie nicht nur als freie Künstlerin, sondern auch als graphische Zeichnerin und Innenarchitektin. 1976 wurde sie nach der Einzelausstellung in der Kommunalen Galerie Berlin zur „Künstlerin des Monats“ ernannt. 1983 stellte sie eine Reihe von 40 Radierungen zum 50. Jahrestag der Bücherverbrennung in der Akademie der Künste Berlin aus. In ihrem letzten Lebensjahrzehnt lebte sie zurückgezogen im Bayerischen Viertel in Berlin-Schöneberg. Trotz schwerer Krankheit arbeitete sie an mehreren Serien weiter. Sie malte mit Öl und Wasserfarben, collagierte und entwickelte 2010 eine eigene, computergestützte Mal- und Drucktechnik, genannt Hapix-Set. Seit 1960 hatte sie zahlreiche Einzel- und Gruppenausstellungen in Deutschland und im Ausland. Ihre Werke sind in Museen in Augsburg, Berlin, Marbach und Wuppertal zu finden.

## Ehrungen
- 1968: Kunstförderungspreis der Stadt Augsburg

## Ausstellungen (Auswahl)
- 1987: Hommage to Berlin, Wiesbaden
- 2005: alpha nova kulturwerkstatt, Berlin
- 2018: Gutshaus Steglitz, Berlin

## Publikationen
- Gisa Hausmann-Gizinski: Malerei und Grafik. Städtische Kunstsammlungen, Augsburg 1981.
- Gisa Hausmann-Gizinski, Gerda Meyer-Bernstein, Matthias Hollefreund, Donatello Losito, Rüdiger Preisler, Paul Pfarr: 1984. Sechs Installationen. Neuer Berliner Kunstverein e. V., 1984.